# Battaglia del Monte Senjō
La battaglia del Monte Senjō è stata una delle battaglie della Guerra Genkō, avvenuta nel 1333 (Genkō 3, Shōkyō 2) tra Nawa Nagatoshi, un comandante militare della provincia di Hōki che serviva l'imperatore Go-Daigo, e l'esercito dello shogunato Kamakura. Il monte Senjō (船上山?, Senjō-san), è una montagna situata nell'attuale nella città di Kotoura, distretto di Tohaku, nella prefettura di Tottori.

## Contesto
Nel 1332, l'imperatore Go-Daigo fu catturato ed esiliato a Oki per aver complottato per rovesciare lo shogunato Kamakura, lo shugo (protettore) di Oki Sasaki Kiyotaka imprigionò l'imperatore e il suo gruppo nel Palazzo Kuroki. In quel periodo, soprattutto nel Giappone occidentale, un gruppo di guerrieri, guidati da Kusunoki Masashige, devoto al figlio dell'imperatore Go-Daigo, il principe Morinaga, continuarono le loro attività anti-sogunato (ad esempio l'assedio di Akasaka e del castello di Chihaya).
Il 19 aprile 1333, l'imperatore Go-Daigo riuscì a fuggire da Oki. Partì per Izumo, ma fu trascinato dal vento verso est e andò alla deriva fino al porto di Nawa, nella vicina provincia di Hōki. Il clan Nawa, protesse l'imperatore quando si spinse a riva e il 23 aprile radunò un esercito sul monte Senjō, facilmente difendibile.

## Battaglia
Avendo commesso l'errore di farsi sfuggire l'imperatore Go-Daigo, Sasaki Kiyotaka guidò le sue forze contro il monte Senjō nel tentativo di ricatturare l'imperatore, e fu assistito dai clan locali Ogamo e Kasuya. Nel mentre, i monaci armati del tempio Daisen-dera vennero in aiuto dell'imperatore Go-Daigo. Sul monte Senjō, le forze Nawa legarono da quattro a cinquecento stendardi agli alberi per far sembrare il loro esercito molto più grande di quanto non fosse in realtà, e occasionalmente scagliarono frecce per tenere sotto controllo le forze dello shogunato. Durante l'assalto alla montagna, Sasaki Masatsuna fu colpito da una freccia all'occhio destro e morì. Sasaki Sadamune rimase intrappolato in una tasca e si arrese. Ignaro delle battute d'arresto dei comandanti ai suoi fianchi, Sasaki Kiyotaka guidò l'attacco principale, ma le sue forze si confusero sui sentieri di montagna e l'esercito Nawa, approfittando di una tempesta serale, scacciò molti degli attaccanti dalle scogliere.
Come risultato della sconfitta delle forze dello shogunato, numerosi signori della guerra occidentali che avevano esitato a sostenere cambiarono schieramento e giurarono fedeltà all'imperatore Go-Daigo contro lo shogunato Kamakura. Secondo la cronaca medievale Taiheiki, ciò permise all'imperatore Go-Daigo di sconfiggere definitivamente il clan Sasaki e di catturare tutta la provincia di Hōki. Lo shogunato Kamakura inviò due eserciti per domare la ribellione; tuttavia la forza guidata da Hōjō Takaie lungo la strada San'yōdō fu sconfitta dal clan Akamatsu e la forza guidata da Ashikaga Takauji cambiò posizione e distrusse la roccaforte dello shogunato di Rokuhara Tandai a Kyoto. Ciò consentì all'imperatore Go-Daido di tornare trionfante a Kyoto in giugno.